# くノ一忍法
『くノ一忍法』（くのいちにんぽう）は、1964年の日本映画。R-18（旧成人映画）指定。東映京都撮影所製作、東映配給。主演：芳村真理、監督：中島貞夫。脚本は中島貞夫と倉本聰の共作。　

## 概要
1960年9月号から1961年5月号まで連載された山田風太郎の時代小説「忍法帖」シリーズ第4作『くノ一忍法帖』最初の映像化作品。映画のタイトルは『くノ一忍法』。シリーズ化され、計3作が作られた。「くノ一」（女忍者）とタイトルに冠された最初の映像作品で、今日続くお色気時代劇の1ジャンル"くノ一忍法帖モノ"の元祖と見られる作品。また岡田茂プロデューサーが1960年代後半から推し進める東映エロ路線「東映ポルノ」の先駆けとなった一本である。中島貞夫の監督デビュー作で、ピンク映画の歴史が書かれた『シナリオ』1970年12月号の記事に「ピンク映画初の時代劇は1965年製作の3本」という記述が見られることから（詳細は後述）、本作はこれより早く、日本映画初のエロ時代劇と考えられる。
東映に籍を置いていた時期の倉本聰が脚本を担当している。
原作と本作映画との相違として、戦死した真田幸村と猿飛佐助が事の成り行きを見届けるため幽霊として現世に残り、登場する忍法を解説するという形式をとっている。また丸橋や徳川頼宣は登場せず、後半のストーリーを簡略化している。

## あらすじ
大坂夏の陣。敗色濃しと見た真田幸村は、豊臣の血の断絶を恐れ、信濃の女忍者5人に豊臣秀頼のお種を付けた。千姫と5人のくノ一は侍女の中に紛れ込み落城寸前の大阪城から脱出。天下を手にしたはずの徳川家康にその驚愕の情報が知らされた。家康は豊臣の血筋を断つべく服部半蔵が連れてきた伊賀忍者五人衆に隠密裡にくノ一たちの殺害を命じる。性の極地で繰り広げられる凄艶奇抜な忍法合戦。女忍者対男忍者、千姫対家康、勝つのはいずれの執念か。

## キャスト
- お眉：芳村真理
- お由比：中原早苗
- お瑶：三島ゆり子
- お喬：金子勝美
- お奈美：葵三津子
- 千姫：野川由美子
- 鼓隼人：大木実
- 七斗捨兵衛：待田京介
- 般若寺風伯：吉田義夫
- 雨巻一天斎：山城新伍
- 薄墨友康：小沢昭一
- 徳川家康：曽我廼家明蝶
- 阿福：木暮実千代
- 服部半蔵：品川隆二
- 真田幸村：北村英三
- 猿飛佐助：市川小金吾
- 坂崎出羽守：露口茂

## スタッフ
- 監督：中島貞夫
- 企画：小倉浩一郎
- 原作：山田風太郎『くノ一忍法帖』
- 脚色：倉本聰、中島貞夫
- 音楽：鏑木創
- 撮影：赤塚滋
- 美術：桂長四郎
- 録音：加藤正行
- 照明：中村清
- 編集：河合勝巳

## 製作経緯

### 企画
東映の岡田茂プロデューサー（のち、同社社長）は、1962年の東映東京撮影所（以下、東撮）所長就任以降、世代交代を強烈に推し進め、それまでの大スターや大監督は次々東映を去った。1964年に東映京都撮影所（以下、京撮）に所長として復帰した岡田は京撮のリストラと平行して、任侠映画路線への転換を計っていたが、新人の育成を企図し、まだ助監督経験5年目の中島貞夫を監督デビューさせたのが本作である。中島は岡田の東大の後輩であった。中島は当時組合活動に熱心で鈴木則文たちと会社の批判ばかりやっていて、岡田との団交が何度ももたれた。「オマエ、能書きばっかりたれとらんと、企画の1本でも出さんかい!」と言われた中島は、とっさのことで、どうせこちらの企画が通るなずもないと茶化したつもりで、たまたま読んでいた「"くノ一忍法帖"なんかどうです」と言うと「バカモン、あんなの映画になるかい」と言われた。当時、山田風太郎原作の同書はベストセラーになってはいたが、男女の忍者が“アレ”と“ソレ”を駆使して闘い合うという素材で、とうてい映画になるとは思えなかった。ところが数日後、中島は岡田に呼び出され「おい、アレなァ、飲み屋の女どもが面白い言うとるぞ。ほん（脚本）にしてみいや」と言われ、さらに数日後、「あんなん監督やるもん誰もおらん、お前やってみい」「裸、バンバン入れてなァ」「自分で言い出した企画で一本撮れるなんで、幸せやでえ」などと言われた。岡田がこの企画を取り上げる気になったのは、くノ一が様々なセックス秘技を繰り出して老忍者の精を吸い取って殺すお色気ものと知ったからである。中島は監督に昇進するときは山本周五郎の『ちゃん』あたりでと秘かに期していたのに、このままではデビュー作がエロ映画になってしまう。脳天割りのようなショックを受け、所長室の床で土下座して岡田に許しを請った。しかし30歳前に一本映画を撮りたいという気持ちとの葛藤で揺れた。今井正に「君、監督になるにはあと10年かかるよ」と言われていたこともあって、やむなく承諾。萬屋錦之介からは「お前とは絶交だ」と言われたが、助っ人を東大の同期生の倉本聰に頼んだ。中島と倉本は東大在学中に共にギリシャ悲劇研究会を創立した親友で、倉本は当時ニッポン放送を辞めてフリーとなり、日活で映画のシナリオを書き始めた頃だった。本作で中島は監督デビューを果たした。倉本の本作の脚本料は10万円だった。

### 脚本
倉本聰が中島に連れられ京撮へ。初めて岡田茂に会った時の印象について「その柄の悪さ、体のでかさ、声の大きさ、てっきり本物のやくざだと思った」と話している。開口一番、岡田「お前か、中島の同級生ちゅうんわ」　倉本「は」　岡田「こいつ（中島）は働くのはよう働くが頭でっかちで大学の映研や。当る映画がちっとも判っとらん。それで面白い原作とって来てやった。山田風太郎の"くの一忍法帖"や。女という字を分解してくの一や。女忍者がセックスを武器に男の忍者と闘うんや。エロや!全編これエロ、やりまくりや。うちの女優をバンバン脱がす。全く新しい時代劇や。映倫が目え剥くシナリオ書いたったれ。全国の映画ファンを勃起させるんや。当るでぇ!これこそヌーヴェルヴァーグやでぇ!」と言われたという。
1964年当時は、大手映画会社がエロや残酷描写を扱い始めた時期だった。中島と倉本はそれらエロ映画のくくりに入るのは嫌で艶笑喜劇を考えた。しかし物凄い原作のエロ描写に中島と倉本は「照れずに書こうぜ」と励まし合いながら溜息をつき、東大美学科の教授が知ったら何て云うだろうと囁き合った。おおまかな箱書を中島が書き、残り大半は倉本が書いた。

### 御前本読み
企画を通す際には、岡田の前で監督か脚本家が本（脚本）を読む作業があった。面白くないと岡田は貧乏揺すりを始めて、読み終わったら即座に「中止だ!」と叫ぶ。途中で「最後はどうなるんだ?」と聞いて「何考えとるんや!」と中止させることもあったという。倉本は御前本読みがあると聞いてビックリ仰天。書くには書いたが人前で「忍法筒涸らし!」なんて読めるもんじゃない。結局ジャンケンで負けた中島が読むことになった。倉本は「岡田茂の御前本読みは一寸見事としか云いようがなかった。目を閉じ腕組みをし、汗を流しながら朗読する中島の本読みをじっと最後まで聞き終わるや、あすこはこうせい、あすこはもっと過激にせい、あすこはくノ一にヒイヒイ云わせい、ラストのつめは甘すぎるから三分の一くらいに削ってしまえ」などと何とも的確なダメ出し。この人の集中力と批評眼は天才であると感嘆した」などとその感想を述べている。倉本は、これが縁で「ニッポン放送のラジオのライターで一生終わりたくない。映画をどうしてもやりたい」と、東映に籍を置かせて欲しいと中島を介して岡田に頼んできた。岡田は「最初にできた倉本脚本は、ただ助平なだけだったので、もっと女の魔性を描く内容に書き換えさせた」、「のちに倉本さんはどうして黙って聞いているだけで、直すところを分かったのかと不思議がっていた。僕に一つ特技があるのを知らないのだ。ホンを読むときや、聞いているときは絵を思い浮かべて頭に入れている。ダメなところをちょっとメモに書いておけばいい。結局、倉本さんは非常に脚本に興味をもって、その道に進んだ」などと述べている。

### キャスティング・撮影
当時の東映の新人監督のスタートは全部白黒で1000万円だったが、2000万円のカラー作品として予算が組まれ、新人監督のデビュー作としては格別の条件だった。岡田は京都転勤前に東映東京撮影所で企画した『二匹の牝犬』が営業の猛反対を受け、カラーに出来なかったことを悔やんでいた。人物の出ない海辺で波に洗われる貝をワンカット撮るため知多半島まで行ったほど。しかし女優に裸になってもらわないといけないキャスティングは難航した。それまで京撮の作品は健全娯楽を謳う"明るく楽しい東映映画"のオンパレードで、女優が脱ぐなど革命的な出来ごと。京撮で若い女優を脱がせるのは初めてだった。当時はメジャー映画会社の女優が脱ぐなんて考えられない時代、話を持っていっても、断られることが多かった。東映以外でも女の裸が登場する時代劇はほとんどなかった。岡田の指示は他社から脱ぐ女優を連れて来るのではなく「（東映の）脱がない女優を裸にしろ」だった。アレを駆使して秘術を尽くすと聞いては、おいそれと話にノってくれる女優はいない。千姫の野川由美子、お由比の中原早苗、お眉の芳村真理、阿福の木暮実千代までは何とか決まった。問題は「忍法筒涸らし」を使うお瑶役。これを聞くと女優は総尻込みだった。やむなく京撮のニューフェース出身者から抜擢することになった。そこで白羽の矢が立ったのが三島ゆり子。三島に逃げられては撮影が始まらない。中島は裸になれって言えず、色々能書きを並べて理屈をこね回し汗だくだくで説得すると「やってみます」と三島が言ってくれた。あとで聞いたら「何言ってんだかチッとも分からなかったけど、あの汗見てたら断れなくなった」と言われた。三島は本作で豊満な肉体を披露し以降、汚れ役に大胆に取り組んだ。映倫から台本の段階で幾つか指定が来て先の「忍法筒涸らし」は映画では「忍法霞からし」に変更させられた。撮影は早稲田大学理工学部出身で、しかもレンズ工学を専門とする赤塚滋。赤塚は当時の東映で最も技術があった。クランクインとなり、スタジオの入口に「関係者以外立ち入り禁止」の札を掲げガードマンが付いた。スタッフは緊張の連続で、汗かきの中島はいっそう汗だくになりようやく完成をみた。しかし試写を観た岡田は「何だ、裸が少ないぞ!」とクレームを付けたという。

## 評価
関西大学の映研や『映画芸術』などでは高い評価を得た。また『アサヒ芸能』がこの年の「へんてこな映画」のベスト5に選出した。中島が本作で、京都市民映画祭新人監督賞を受賞している。中島は2014年初開催されたこの映画祭の後進である京都国際映画祭実行委員長を務め、同映画祭の立ち上げに尽力した。本作が重要なのは女性忍者が主人公の時代劇であるという点。原作は男の忍者の側から描いているが、映画は女の側から描かれ、女優側にネームバリューのある役者が揃えられている。しかも集団であることから、後の『大奥㊙物語』などの"集団女性時代劇"の先駆けといえる。くノ一が登場する最初の映像作品は、同じ東映の本作の前年、1963年の加藤泰監督『真田風雲録』での渡辺美佐子演じる"むささびの霧"といわれる。中島貞夫はこの『真田風雲録』でも意見を出していると話している。この"むささびの霧"は、ミニスカート風の着物に網タイツを履いており、後の創作物に於けるくノ一の一般的なビジュアルイメージとなったとされる。しかし『真田風雲録』での"むささびの霧"は、主演・中村錦之助の他、真田十勇士の一人として登場するため主役ではない。『くノ一忍法』は主役も女優で、しかも集団である。本作は、女忍者を主人公にした劇映画やテレビドラマ、オリジナルビデオ、アダルトビデオの元祖の一本と見られる（くノ一）。
「くノ一」という言葉がメジャーとなったのは、山田風太郎原作の『くノ一忍法帖』が刊行されてからであるが、同作品中での説明では「女という字を分解すればくノ一となる。すなわち"くノ一"とは"女"をあらわす忍者の隠語であった」と説明されている。つまり元々は、"くノ一"必ずしも"女忍者"ではなく、"女そのもの"を指す言葉であった。1963年12月に講談社版の〈山田風太郎忍法全集〉で『くノ一忍法帖』が刊行されて、爆発的な忍法ブームが起きたが、この書でも内容紹介に「くノ一」という言葉がなく、ただ「五人の女忍者」となっていたのに対して、1967年5月に講談社ロマンブックス版では、"くノ一"という一文が見えることから、1964年から1967年の間に、くノ一＝女忍者、の図式が浸透したことが分かる。本作『くノ一忍法』は、その間に作られた映画である。山田風太郎は本作の撮影見学に何度も訪れた。「こういう方向でいきたい」と中島が言ったら山田は凄く乗ってくれ励ましてくれたという。中島は「当時は"くノ一"はまだ普通名詞になってないんです。だから"くノ一"は何だってことを、分からせるところから映画を始めなくてはならなかったんですよ」と述べている。　　　
独立系映画会社である大蔵映画が1962年2月27日に公開した『肉体の市場』や、1963年10月公開の国映『情欲の洞窟』辺りから、エロ映画、ピンク映画が増え始め、大手映画会社もこの頃からエロや残酷描写を扱う映画を増やしていた。同じ東映の田坂具隆監督『五番町夕霧楼』（1963年11月1日公開）や、今村昌平監督の日活『にっぽん昆虫記』（1963年11月16日公開）、中平康監督の日活『月曜日のユカ』（1964年3月4日公開）、渡辺祐介監督の東映『二匹の牝犬』（1964年3月12日公開）、鈴木清順監督の日活『肉体の門』（1964年5月31日公開）、武智鉄二監督の松竹『白日夢』（1964年6月21日公開）、今村昌平監督の日活『赤い殺意』（1964年6月28日公開）、増村保造監督の大映『卍』（1964年7月25日公開）など。倉本聰は著書『愚者の旅』で『くノ一忍法』（1964年10月3日公開）を「本邦ポルノの草分け。中島と僕はその道の先達として日本映画史に残されねばならない」」と述べており『くノ一忍法』もそうした先駆けとなった一本であった。
ピンク映画の歴史が書かれた『シナリオ』1970年12月号の記事に「ピンク映画初の時代劇は、1965年5月公開、創立プロ、大貫正義監督、内田高子・柳家小せん (4代目)主演『好色森の石松』、1965年5月公開、東京放映、藤田潤八監督、左京未知子主演『艶説四谷怪談』、1965年6月公開、シネユニモンド、高木丈夫（本木荘二郎）監督・新人・早見京子主演『色好み三度笠』の3本」という記述が見られることから、本作『くノ一忍法』は日本映画初のエロ時代劇と考えられる。
　
『くノ一忍法』はヒットし岡田から第二弾の製作指令が出た。「第一作では裸が少なすぎた。次はもっと盛大に女優を脱がせろ」と、中島の苦しみなどどこ吹く風の指示が出て、中島は続編『くノ一化粧』を製作した。中島はその後も小川知子や大原麗子ら、女優を脱がせる仕事が増えていく。大原にシクシク泣き出されたときには胃も胸もチクチク痛み、以来、女の裸を見ると胃が痛むようになり、今も治っていないという。『くノ一化粧』もヒットし、中島はシリーズ第三作『忍法忠臣蔵』も岡田から打診を受けていたが拒否し、監督は長谷川安人に交代している。デビュー作が『くノ一忍法』になったことでその後の中島貞夫の歩みは決定付けられた。中島曰く「エロとやくざの二足のわらじ」を履くことになった。
　

## 逸話
- 京撮で女優を脱がせるのは初めてで撮影所がピリピリした[26][27]。それまでセットの中は見学者がウロウロしていたがシャットアウトした。するとジャーナリストが面白がって隠し撮りを始めた。たまたま中島と助監督と二人で体位の研究をやっていた写真を撮られて雑誌に掲載された。ちょうど組合闘争の日で赤いハチマキしめて体位の研究をしていた写真だった[26]。

- 中原早苗と深作欣二は、本作の前作『狼と豚と人間』で知り合ったばかりだった[53]。『くノ一忍法』で共演した野川由美子は「ある朝、早苗先輩がヘロヘロに酔っ払って、突然、いい男見つけた。まだ新人だけど深作っていうんだ、と興奮しながら私に話してくれたんです。『いい男見つけた』という第一声が鮮烈に耳に残っています」と話している[54]。その中原が撮影時間がなっても来ないことがあり、夜になってもまだ来ないため大騒ぎになり、確認すると前夜の最終便で大阪入りしその足で京都入りしている筈と分かった。しかし京都の宿舎にも着いてなく、東京に電話すると深作が中原を飛行機に乗せたと判明。しかしベロンベロンに酔っていたと分かり、スタッフ一同念には念を入れて撮影所を捜し回ると中原は撮影所の材木置場の上で大の字になって寝ていた[55]。中原は松方弘樹や菅原文太、その他ピラニア軍団など、東映の猛者以上の酒豪だったといわれる[55]。

## 同時上映
- 『散歩する霊柩車』
  - 主演：西村晃、監督：佐藤肇。